# Christopher Dilo
Christopher Dilo (Argenteuil, 5 gennaio 1994) è un calciatore francese, portiere del Tolone.

## Carriera

### Club
Portiere uscito dal vivaio del Blackburn, i Rovers lo girano in prestito all'Hyde per un paio di sessioni durante la stagione 2012-2013: Dilo fa il suo esordio nella nuova squadra e gioca una dozzina di partite in Conference, quinto livello del calcio inglese. Nell'estate 2013, il Blackburn lo cede a titolo definitivo gratuito agli scozzesi del St. Mirren, dove gioca qualche partita nella Scottish Premier League per poi restare senza squadra a fine anno. A fine settembre 2014 si accorda coi francesi del Rennes (Ligue 1): nel Paese transalpino, Dilo gioca con la squadra riserve per poi trasferirsi prima al Digione, club di Ligue 2 dove continua a disputare incontri con la seconda squadra. Nella stagione 2016-2017 firma con lo Sochaux e debutta nella seconda serie francese il 27 gennaio 2017 a Orléans, ritagliandosi uno spazio da titolare nella seconda metà della stagione. Rimasto nuovamente svincolato, nel gennaio 2018 passa al Paris FC come portiere di riserva in Ligue 2.

### Nazionale
Il 24 marzo 2019 ha giocato da titolare una partita valida per le qualificazioni alla CONCACAF Nations League 2019-2020 contro Martinica persa 1-0, facendo il suo debutto internazionale.